# Grupul Local
Grupul Local este un grup de galaxii care include Calea Lactee. Are un diametru total de aproximativ 3 megaparseci (10 milioane de ani-lumină; 9×1019 kilometri), și o masă totală de ordinul a 2×1012 mase solare (4×1042 kg). Este format din două colecții de galaxii în formă de „halteră”; Calea Lactee și sateliții săi formează un lob, iar galaxia Andromeda și sateliții săi constituie celălalt lob. Cele două colecții sunt separate de aproximativ 800 de kiloparseci (3×106 ani-lumină; 2×1019 km) și se deplasează una spre cealaltă cu o viteză de 123 km/s. Grupul în sine face parte din Super-roiul Fecioara, care poate fi o parte din Super-roiul Laniakea. Numărul exact de galaxii din Grupul Local este necunoscut, deoarece unele sunt obturate de Calea Lactee; cu toate acestea, se cunosc cel puțin 80 de membri, dintre care majoritatea sunt galaxii pitice.
Cele mai masive galaxii din grup, galaxiile Andromeda și Calea Lactee, sunt galaxii spiralate cu mase de aproximativ 1012 mase solare fiecare. Fiecare dintre ele are propriul sistem de galaxii satelit:
- Sistemul de sateliți al Căii Lactee constă în: Galaxia Pitică Sferoidală din Săgetătorul, Marele Nor al lui Magellan, Micul Nor al lui Magellan, Galaxia Pitică din Câinele Mare, Galaxia Pitică din Ursa Mică, Galaxia Pitică din Dragonul, Galaxia Pitică din Carena, Galaxia Pitică din Sextantul, Galaxia Pitică din Sculptorul, Galaxia Pitică din Cuptorul, Leo I, Leo II, Galaxia Pitică din Ursa Mare 1 , Galaxia Pitică din Ursa Mare 2, plus alte cateva galaxii pitice sferoidale.
- Sateliții Andromedei sunt: M32, M110, NGC 147, NGC 185, Andromeda I, Andromeda II, Andromeda III, Andromeda IV, Andromeda V, Andromeda VI, Adromeda VII, Andromeda VIII, Andromeda IX, Andromeda X, Andromeda XI, Andromeda XII, Andromeda XIII, Andromeda XIV, Andromeda XV, Andromeda XVI, Andromeda XVII, Andromeda XVIII, Andromeda XIX si Andromeda XX.
- Galaxia Triunghiului, cea de a treaia cea mai mare galaxie din Grupul Local.
- NGC 3109 impreuna cu companionii Sextant A si Galaxia Pitică Antlia
- Alti companioni precum Wolf-Lundmark-Melotte, Galaxia Pitică Neregulată din Vărsătorul, Galaxia Pitică Neregulată din Săgetătorul, IC 10, IC 1613, Leo A, Galaxia Pitică din Phoenix, Galaxia Pitică din Tucana, Galaxia Pitică din Cetus, Galaxia Pitică Neregulată din Pegasus

### Harta

Harta Căii Lactee cu direcțiile galaxiilor din apropiere marcate (nu la scară)

## Galaxii componente

### Listă
| Galaxie spirală                                                                        | Galaxie spirală                             | Galaxie spirală                | Galaxie spirală                                                                      |
| nume                                                                                   | tip                                         | constelație                    | note                                                                                 |
| -------------------------------------------------------------------------------------- | ------------------------------------------- | ------------------------------ | ------------------------------------------------------------------------------------ |
| Calea Lactee (Galaxia Noastră)                                                         | SBbc                                        | Sagittarius (centrul galaxiei) | Galaxia Noastră: a doua galaxie ca mărime din Grupul Local.                          |
| Andromeda (M31, NGC 224)                                                               | SA(s)b                                      | Andromeda                      | Aproximativ 220.000 de ani lumină în diametru, cea mai mare galaxie din Grupul Local |
| Triangulum (M33, NGC 598)                                                              | SA(s)cd                                     | Triangulum                     | A treia galaxie, este o posibilă galaxie-satelit a Andromedei                        |
| Galaxie eliptică                                                                       |                                             |                                |                                                                                      |
| nume                                                                                   | tip                                         | constelație                    | note                                                                                 |
| M32 (NGC 221)                                                                          | E2                                          | Andromeda                      | satelit al Galaxiei Andromeda                                                        |
| Galaxii neregulate                                                                     |                                             |                                |                                                                                      |
| nume                                                                                   | tip                                         | constelație                    | note                                                                                 |
| Wolf–Lundmark–Melotte (WLM, DDO 221)                                                   | Ir+                                         | Cetus                          |                                                                                      |
| IC 10                                                                                  | KBm or Ir+                                  | Cassiopeia                     |                                                                                      |
| Micul Nor al lui Magellan (SMC, NGC 292)                                               | SB(s)m pec                                  | Tucana                         | satelit al Căii Lactee                                                               |
| Galaxia Pitică din Câinele Mare                                                        | Irr                                         | Canis Major                    | satelit al Căii Lactee                                                               |
| Galaxia Pitică din Pești (LGS3)                                                        | Irr                                         | Pisces                         | satelit al Galaxiei Triangulum?                                                      |
| IC 1613 (UGC 668)                                                                      | IAB(s)m V                                   | Cetus                          |                                                                                      |
| Galaxia Pitică din Phoenix                                                             | Irr                                         | Phoenix                        |                                                                                      |
| Marele Nor al lui Magellan (LMC)                                                       | Irr/SB(s)m                                  | Dorado                         | Al patrulea cel mai mare membru al Grupului Local, satelit al Căii Lactee            |
| Leo A (Leo III)                                                                        | IBm V                                       | Leo                            |                                                                                      |
| Sextans B (UGC 5373)                                                                   | Ir+IV-V                                     | Sextans                        |                                                                                      |
| NGC 3109                                                                               | Ir+IV-V                                     | Hydra                          |                                                                                      |
| Sextans A (UGCA 205)                                                                   | Ir+V                                        | Sextans                        |                                                                                      |
| Galaxii eliptice pitice                                                                |                                             |                                |                                                                                      |
| nume                                                                                   | tip                                         | constelație                    | note                                                                                 |
| M110 (NGC 205)                                                                         | dE6p                                        | Andromeda                      | satelit al Galaxiei Andromeda                                                        |
| NGC 147 (DDO 3)                                                                        | dE5 pec                                     | Cassiopeia                     | satelit al Galaxiei Andromeda                                                        |
| SagDIG (Galaxia Pitică Neregulată din Săgetătorul)                                     | IB(s)m V                                    | Sagittarius                    | Cel mai îndepărtat membru al Grupului Local, față de baricentru.                     |
| NGC 6822 (Galaxia lui Barnard)                                                         | IB(s)m IV-V                                 | Sagittarius                    |                                                                                      |
| Pegasus Dwarf (Pegasus Dwarf Irregular, DDO 216)                                       | Irr                                         | Pegasus                        |                                                                                      |
| Galaxii sferoidale pitice                                                              |                                             |                                |                                                                                      |
| nume                                                                                   | tip                                         | constelație                    | note                                                                                 |
| Galaxia Pitică din Boarul (Boötes I)                                                   | dSph                                        | Boötes                         |                                                                                      |
| Cetus Dwarf                                                                            | dSph/E4                                     | Cetus                          |                                                                                      |
| Canes Venatici I Dwarf și Canes Venatici II Dwarf                                      | dSph                                        | Canes Venatici                 |                                                                                      |
| KKs 3                                                                                  | dSph                                        |                                |                                                                                      |
| Andromeda III                                                                          | dE2                                         | Andromeda                      | satelit al Galaxiei Andromeda                                                        |
| NGC 185                                                                                | dE3 pec                                     | Cassiopeia                     | satelit al Galaxiei Andromeda                                                        |
| Andromeda I                                                                            | dE3 pec                                     | Andromeda                      | satelit al Galaxiei Andromeda                                                        |
| Sculptor Dwarf (E351-G30)                                                              | dE3                                         | Sculptor                       | satelit al Căii Lactee                                                               |
| Andromeda V                                                                            | dSph                                        | Andromeda                      | satelit al Galaxiei Andromeda                                                        |
| Andromeda II                                                                           | dE0                                         | Andromeda                      | satelit al Galaxiei Andromeda                                                        |
| Fornax Dwarf (E356-G04)                                                                | dSph/E2                                     | Fornax                         | satelit al Căii Lactee                                                               |
| Galaxia Pitică din Carena (E206-G220)                                                  | dE3                                         | Carena                         | satelit al Căii Lactee                                                               |
| Antlia Dwarf                                                                           | dE3/dSph/Irr?                               | Antlia                         |                                                                                      |
| Leo I (DDO 74)                                                                         | dE3                                         | Leo                            | galaxie-satelit al Căii Lactee                                                       |
| Sextans Dwarf                                                                          | dE3                                         | Sextans                        | satelit al Căii Lactee                                                               |
| Leo II (Leo B)                                                                         | dE0 pec                                     | Leo                            | satelit al Căii Lactee                                                               |
| Galaxia Pitică din Ursa Mică                                                           | dE4                                         | Ursa Minor                     | satelit al Căii Lactee                                                               |
| Galaxia Pitică din Dragonul (DDO 208)                                                  | dE0 pec                                     | Draco                          | satelit al Căii Lactee                                                               |
| SagDEG (Sagittarius Dwarf Elliptical Galaxy / Galaxia Pitică Eliptică din Săgetătorul) | dSph/E7                                     | Sagittarius                    | satelit al Căii Lactee                                                               |
| Tucana Dwarf                                                                           | dE5                                         | Tucana                         |                                                                                      |
| Cassiopeia (galaxie pitică) (Andromeda VII)                                            | dSph                                        | Cassiopeia                     | galaxie-satelit al Galaxiei Andromeda                                                |
| Pegasus (galaxie pitică sferoidală) (Andromeda VI)                                     | dSph                                        | Pegasus                        | galaxie-satelit al Galaxiei Andromeda                                                |
| Ursa Major I Dwarf și Ursa Major II Dwarf                                              | dSph                                        | Ursa Major                     | galaxie-satelit al Căii Lactee                                                       |
| Leo IV                                                                                 | dSph                                        | Leo                            | galaxie-satelit al Căii Lactee                                                       |
| Leo V                                                                                  | dSph                                        | Leo                            | satellite of the Milky Way                                                           |
| Leo T                                                                                  | dSph/Irr                                    | Leo                            | galaxie-satelit al Căii Lactee                                                       |
| Boötes II                                                                              | dSph                                        | Boötes                         | galaxie-satelit al Căii Lactee                                                       |
| Boötes III                                                                             | dSph                                        | Boötes                         | galaxie-satelit al Căii Lactee                                                       |
| Coma Berenices                                                                         | dSph                                        | Coma Berenices                 | galaxie-satelit al Căii Lactee                                                       |
| Segue 2                                                                                | dSph                                        | Berbecul                       | galaxie-satelit al Căii Lactee                                                       |
| Hercules                                                                               | dSph                                        | Hercules                       | galaxie-satelit al Căii Lactee                                                       |
| Pisces II                                                                              | dSph                                        | Pisces                         | galaxie-satelit al Căii Lactee                                                       |
| Reticulum II                                                                           | dSph                                        | Reticulum                      | galaxie-satelit al Căii Lactee                                                       |
| Eridanus II                                                                            | dSph                                        | Eridanus                       | galaxie-satelit al Căii Lactee                                                       |
| Grus                                                                                   | dSph                                        | Cocorul                        | galaxie-satelit al Căii Lactee                                                       |
| Tucana II                                                                              | dSph                                        | Tucanul                        | galaxie-satelit a Căii Lactee                                                        |
| Identificare incertă                                                                   |                                             |                                |                                                                                      |
| nume                                                                                   | tip                                         | constelație                    | note                                                                                 |
| Virgo Stellar Stream                                                                   | dSph (remnant)?                             | Virgo                          | In the process of merging with the Milky Way                                         |
| Willman 1                                                                              | galaxie pitică sferoidală ori roi globular? | Ursa Major                     | 147.000 de ani-lumină                                                                |
| Andromeda IV                                                                           | Irr?                                        | Andromeda                      | probabil nu este galaxie                                                             |
| UGCA 86 (0355+66)                                                                      | Irr, dE or S0                               | Camelopardalis                 |                                                                                      |
| UGCA 92 (EGB0427+63)                                                                   | Irr or S0                                   | Camelopardalis                 |                                                                                      |
| Horologium                                                                             | dSph ori roi globular                       | Horologium                     | galaxie-satelit al Căii Lactee                                                       |
| Pictoris                                                                               | dSph or Globular Cluster                    | Pictor                         | galaxie-satelit al Căii Lactee                                                       |
| Phoenix II                                                                             | dSph ori Roi Globular                       | Phoenix                        | galaxie-satelit al Căii Lactee                                                       |
| Indus                                                                                  | dSph or Globular Cluster                    | Indus                          | satellite of the Milky Way                                                           |
| Eridanus III                                                                           | dSph or Globular Cluster                    | Eridanus                       | satellite of the Milky Way                                                           |
| Probabili non membri                                                                   |                                             |                                |                                                                                      |
| nume                                                                                   | tip                                         | constelație                    | note                                                                                 |
| GR 8 (DDO 155)                                                                         | Im V                                        | Virgo                          |                                                                                      |
| IC 5152                                                                                | IAB(s)m IV                                  | Indus                          |                                                                                      |
| NGC 55                                                                                 | SB(s)m                                      | Sculptor                       |                                                                                      |
| Galaxia Pitică Neregulată din Vărsătorul (DDO 210)                                     | Im V                                        | Aquarius                       |                                                                                      |
| NGC 404                                                                                | E0 or SA(s)0−                               | Andromeda                      |                                                                                      |
| NGC 1569                                                                               | Irp+ III-IV                                 | Camelopardalis                 |                                                                                      |
| NGC 1560 (IC 2062)                                                                     | Sd                                          | Camelopardalis                 |                                                                                      |
| Camelopardalis A                                                                       | Irr                                         | Camelopardalis                 |                                                                                      |
| Argo Dwarf                                                                             | Irr                                         | Carina                         |                                                                                      |
| ESO 347-8 (2318–42)                                                                    | Irr                                         | Grus                           |                                                                                      |
| UKS 2323-326                                                                           | Irr                                         | Sculptor                       |                                                                                      |
| UGC 9128 (DDO 187)                                                                     | Irp+                                        | Boötes                         |                                                                                      |
| Sextans C                                                                              |                                             |                                |                                                                                      |
| Obiecte din Grupul Local nerecunoscute ca galaxii                                      |                                             |                                |                                                                                      |
| nume                                                                                   | tip                                         | constelație                    | note                                                                                 |
| Palomar 12 (Capricornus Dwarf)                                                         |                                             | Capricornus                    | a globular cluster formerly classified as a dwarf spheroidal galaxy                  |
| Palomar 4 (originally designated Ursa Major Dwarf)                                     |                                             | Ursa Major                     | a globular cluster formerly classified as a dwarf spheroidal galaxy                  |